# Cathédrale de Vallo della Lucania
La cathédrale de Vallo della Lucania est une église catholique romaine de Vallo della Lucania, en Italie. Il s'agit de la cathédrale du diocèse de Vallo della Lucania.